# Охримович Василь Остапович
Василь Остапович Охримович (псевдо: «Павелко», «Філософ», «Охало», «Бард», «Кузьма», «Пилип», «Грузин», «Далекий», «Дальній», «Чужий») (24 травня 1914, м. Львів — 19 травня 1954, м. Київ) — український військовий і політичний діяч, крайовий провідник ОУН на Західно-Українських Землях (ЗУЗ) (з вересня 1943), член УГВР, ЗП УГВР, ЗЧ ОУН. Майор-політвиховник УПА.
Лицар Золотого Хреста Бойової Заслуги 2-го класу.

## Біографія

Проживав у селах Дичків (нині Тернопільського району) і Мильне (нині Зборівського району Тернопільської області), де служив парохом батько.

### Боротьба в міжвоєнній Польщі
Член УВО, ОУН (1932).
У 1931 році Василя Охримовича заарештували й ув'язнили за політичну діяльність. У 1933 році знову заарештовано і виключено з Тернопільської гімназії товариства «Рідна Школа» (Тернопіль). Навчання продовжив у гімназії при Львівській духовній семінарії.
Наступний арешт відбувся в 1935 році, після чого Василь Охрімович поміщений у концтабір Береза Картузька. Після арешту в 1937 році, коли поляки проводили масовану атаку на ОУН, 11 березня 1938 року засуджений до 8 років ув'язнення.

### Боротьба в часи Другої світової війни
Після нападу Німеччини на Польщу у вересні 1939 року втік із тюрми. Закінчив юридичний факультет Берлінського університету (1940).
Був членом Українського Центрального Комітету (УЦК) в Кракові.
Під час розколу в ОУН (1939—1940) став на бік С. Бандери. Працював у канцелярії Військового штабу ОУН(б), навчався на курсах підготовки командного складу.
У липні-серпні 1941 був головою (старостою) Обласної Управи Тернопільської області, а згодом перейшов у підпілля. У 1942 році був одним із керівників школи підготовки підпільних кадрів ОУН для роботи у східних областях України.
Брав участь у І-ій, ІІ-ій (квітень 1942) і III-ій (лютий 1943) конференціях ОУН. Остання відбулася під Олеськом і там обговорювалось питання збройного виступу проти німців. Миколу Лебедя було звинувачено в слабій підтримці створення збройних формувань ОУН на Північно-Західних Українських Землях (ПЗУЗ), після чого він у квітні 1943 подав у відставку, а 13 травня 1943 обрано нове керівництво Проводу ОУН куди увійшли: Роман Шухевич, Дмитро Маївський, Зиновій Матла. Вони звільнили Михайла Степаняка, прихильника М.Лебедя з посади Крайового провідника ОУН на Західно-Українських Землях (ЗУЗ) і від вересня 1943 ним став Василь Охримович.
Пізніше він став також членом Проводу ОУН, брав участь в III-му Надзвичайному Великому зборі ОУН (серпень 1943). Був членом комітету зі створення Української Головної Визвольної Ради — об'єднаного політичного і військового центру, фактично підпільного парламенту і уряду України, Установчі збори якої відбулися 11-15 липня 1944 року поблизу сіл Недільна та Сприня на Самбірщині і де Охримович був обраний членом першого складу УГВР.
Від 1946 — в еміграції у Західній Німеччині. Підтримував тісні контакти з підпільним рухом на батьківщині.
Протягом 1946—1951 — член Закордонного Представництва УГВР (ЗП УГВР), член Закордонних Частин ОУН (ЗЧ ОУН) (до 1948).

### Повернення в Україну, полон і страта
19 травня 1951 Василь Охримович десантований на Дрогобиччині для координації дій українського підпілля. Зумів зустрітися з Головним командиром УПА Василем Куком і вести деякий час роботу у підпіллі, очолюючи в цей період ОУН Карпатського краю, але 6 жовтня 1952 був захоплений агентурно-бойовою групою МДБ між селами Вишнів і Журавеньки Букачівського району Станіславської області. Після чого був перевезений до Києва.
Після смерті Сталіна 5 березня 1953, протягом 114 днів практично «першою» особою в Радянському Союзі був Лаврентій Берія, який планував розпочати серйозні політичні реформи, що торкались, в тому числі, і подій в Західній Україні. Тому, за його наказом, до Москви привезли керівника розвідки ЗП УГВР Василя Охримовича, через якого чекісти намагалися вийти на націоналістичне підпілля, щоб переконати у недоцільності подальшої боротьби. З цією самою метою до тодішньої столиці СРСР із сибірського заслання привезли сестер Бандери, із Володимирської в'язниці — Президента УГВР Кирила Осьмака, а також митрополита Йосифа Сліпого, якого також намагались використати для розв'язання західноукраїнської проблеми.
26 травня 1953 року на засіданні Президії ЦК КПРС ухвалено постанову «Питання західних областей Української РСР». Але через місяць 26 червня Берія був заарештований, звинувачений в шпигунстві на користь англійської розвідки, в підтримці українських буржуазних націоналістів і т. д. і страчений. Після цього продовжилось застосування старих, перевірених методів боротьби з українськими повстанцями, а Василь Охримович, після відмови співпрацювати з органами МДБ, був приречений.
Після слідства і тривалих допитів він був засуджений військовим трибуналом Київського військового округу до розстрілу. Страчений у березні 1954, (за іншими даними 19 травня 1954).